# Stigsnæs Færgehavn
Stigsnæs Færgehavn er en færgehavn der ligger på halvøen Stigsnæs i Sydvestsjælland syd for Skælskør.
Havnen ligger i udkanten af Stigsnæs Skov og ud til Storebælt, og har færgeforbindelser til Agersø og Omø.
Stigsnæs Landevej der gå fra Skælskør til Stigsnæs Færgehavn ender her.
Tæt ved havnen ligger et industriområde hvor kraftværket Stigsnæsværket, Stigsnæsværkets Havn samt Stigsnæs Gulfhavn Olie Terminal og resterne af det tidligere olieraffinaderi på Stigsnæs og Stigsnæs Industripark ligger.